# Rajd Australii 1989
Rajd Australii 1989 (2. Commonwealth Bank Rally Australia) – 2 Rajd Australii rozgrywany w Australii w dniach 14-17 września. Była to dziesiąta runda Rajdowych Mistrzostw Świata w roku 1989. Rajd został rozegrany na nawierzchni szutrowej. Bazą rajdu były miasta Freemantle i Perth.

## Zwycięzcy odcinków specjalnych[1]
| Etap | Data        | OS | Godzina | Nazwa             | Długość  | Zwycięzca                       | Czas  | Śred. pręd  | Lider rajdu    |
| ---- | ----------- | -- | ------- | ----------------- | -------- | ------------------------------- | ----- | ----------- | -------------- |
| 1    | 14 września | 1  | b.d.    | Richmond Raceway  | 1,70 km  | Juha Kankkunen                  | 1:30  | 68,00 km/h  | Juha Kankkunen |
|      |             |    |         |                   |          |                                 |       |             | Juha Kankkunen |
| 2    | 15 września | 2  | b.d.    | Murray Pines 1    | 20,35 km | Juha Kankkunen                  | 13:06 | 93,21 km/h  | Juha Kankkunen |
| 2    | 15 września | 3  | b.d.    | Harvey Weir       | 7,92 km  | Juha Kankkunen                  | 5:14  | 90,80 km/h  | Juha Kankkunen |
| 2    | 15 września | 4  | b.d.    | Stirling West 1   | 15,89 km | Juha Kankkunen                  | 10:30 | 90,80 km/h  | Juha Kankkunen |
| 2    | 15 września | 5  | b.d.    | Stirling East 1   | 28,89 km | Juha Kankkunen                  | 17:35 | 98,58 km/h  | Juha Kankkunen |
| 2    | 15 września | 6  | b.d.    | Brunswick 1       | 18,40 km | Juha Kankkunen                  | 11:23 | 96,98 km/h  | Juha Kankkunen |
| 2    | 15 września | 7  | b.d.    | Wellington West   | 21,19 km | Juha Kankkunen                  | 14:08 | 92,97 km/h  | Juha Kankkunen |
| 2    | 15 września | 8  | b.d.    | Wellington East   | 29,89 km | Juha Kankkunen                  | 18:48 | 95,93 km/h  | Juha Kankkunen |
| 2    | 15 września | 9  | b.d.    | Brunswick 2       | 18,40 km | Juha Kankkunen                  | 11:16 | 97,99 km/h  | Juha Kankkunen |
| 2    | 15 września | 10 | b.d.    | Stirling West 2   | 15,89 km | Alex Fiorio                     | 10:21 | 92,12 km/h  | Juha Kankkunen |
| 2    | 15 września | 11 | b.d.    | Stirling East 2   | 28,89 km | Kenneth Eriksson                | 17:34 | 98,68 km/h  | Juha Kankkunen |
| 2    | 15 września | 12 | b.d.    | Murray Pines 2    | 20,35 km | Markku Alén                     | 12:56 | 94,41 km/h  | Juha Kankkunen |
| 2    | 15 września | 13 | b.d.    | Marrinup          | 10,49 km | Juha Kankkunen                  | 6:19  | 99,64 km/h  | Juha Kankkunen |
|      |             |    |         |                   |          |                                 |       |             | Juha Kankkunen |
| 3    | 16 września | 14 | b.d.    | Pipeline          | 11,83 km | Kenneth Eriksson Juha Kankkunen | 6:44  | 105,42 km/h | Juha Kankkunen |
| 3    | 16 września | 15 | b.d.    | Atkins 1          | 4,42 km  | Juha Kankkunen Kenneth Eriksson | 3:18  | 80,36 km/h  | Juha Kankkunen |
| 3    | 16 września | 16 | b.d.    | Helena 1          | 30,05 km | Kenneth Eriksson                | 17:15 | 101,10 km/h | Juha Kankkunen |
| 3    | 16 września | 17 | b.d.    | Wellbucket 1      | 19,51 km | Kenneth Eriksson                | 12:00 | 97,55 km/h  | Juha Kankkunen |
| 3    | 16 września | 18 | b.d.    | Mount Observation | 11,69 km | Kenneth Eriksson                | 6:55  | 101,41 km/h | Juha Kankkunen |
| 3    | 16 września | 19 | b.d.    | Muresk            | 6,30 km  | Kenneth Eriksson Markku Alén    | 3:14  | 116,91 km/h | Juha Kankkunen |
| 3    | 16 września | 20 | b.d.    | Westrail          | 5,65 km  | Kenneth Eriksson                | 2:43  | 124,79 km/h | Juha Kankkunen |
| 3    | 16 września | 21 | b.d.    | Avon Valley       | 11,53 km | Kenneth Eriksson Alex Fiorio    | 6:47  | 101,99 km/h | Juha Kankkunen |
| 3    | 16 września | 22 | b.d.    | Helena 2          | 30,05 km | Juha Kankkunen                  | 17:40 | 102,06 km/h | Juha Kankkunen |
| 3    | 16 września | 23 | b.d.    | Wellbucket 2      | 19,51 km | Kenneth Eriksson                | 12:30 | 93,65 km/h  | Juha Kankkunen |
| 3    | 16 września | 24 | b.d.    | Beraking          | 13,02 km | Kenneth Eriksson                | 16:57 | 106,27 km/h | Juha Kankkunen |
| 3    | 16 września | 25 | b.d.    | Doriko            | 4,42 km  | Markku Alén                     | 3:23  | 78,38 km/h  | Juha Kankkunen |
|      |             |    |         |                   |          |                                 |       |             | Juha Kankkunen |
| 4    | 17 września | 26 | b.d.    | Bunnings South 1  | 18,99 km | Kenneth Eriksson                | 11:36 | 98,22 km/h  | Juha Kankkunen |
| 4    | 17 września | 31 | b.d.    | Bunnings North 1  | 28,08 km | Kenneth Eriksson                | 15:00 | 112,32 km/h | Juha Kankkunen |
| 4    | 17 września | 32 | b.d.    | Bunnings South 2  | 18,99 km | Kenneth Eriksson                | 11:40 | 97,66 km/h  | Juha Kankkunen |
| 4    | 17 września | 33 | b.d.    | Bunnings North 2  | 28,08 km | Kenneth Eriksson                | 14:54 | 113,07 km/h | Juha Kankkunen |
| 4    | 17 września | 34 | b.d.    | Balmoral          | 15,67 km | Juha Kankkunen                  | 9:03  | 103,89 km/h | Juha Kankkunen |
| 4    | 17 września | 35 | b.d.    | Roller Coaster    | 7,64 km  | Alex Fiorio                     | 4:53  | 93,87 km/h  | Juha Kankkunen |
| 4    | 17 września | 36 | b.d.    | Whiteman Park     | 2,88 km  | Markku Alén                     | 2:06  | 82,29 km/h  | Juha Kankkunen |

| Zwycięzcy OS-ów  | Zwycięzcy OS-ów |
| Kierowca         | Ilość           |
| ---------------- | --------------- |
| Kenneth Eriksson | 17              |
| Juha Kankkunen   | 14              |
| Markku Alén      | 4               |
| Alex Fiorio      | 3               |

## Wyniki końcowe rajdu[2]
| Msc. | Kierowca          | Pilot             | Samochód               | Czas    | Strata | Grupa | Punkty |
| ---- | ----------------- | ----------------- | ---------------------- | ------- | ------ | ----- | ------ |
| 1    | Juha Kankkunen    | Juha Piironen     | Toyota Celica GT-Four  | 5:32.09 | 0.0    | A8    | 20     |
| 2.   | Kenneth Eriksson  | Staffan Parmander | Toyota Celica GT-Four  | 5:33.16 | +1.07  | A8    | 15     |
| 3.   | Markku Alén       | Ilkka Kivimäki    | Lancia Delta Integrale | 5:34.22 | +2.13  | A8    | 12     |
| 4.   | Alex Fiorio       | Luigi Pirollo     | Lancia Delta Integrale | 5:37.10 | +5.01  | A8    | 10     |
| 5.   | Rod Millen        | Tony Sircombe     | Mazda 323 4WD          | 5:52.22 | +20.13 | A8    | 8      |
| 6.   | Malcolm Wilson    | Ian Grindrod      | Vauxhall Astra GTE     | 5:53.00 | +20.51 | A7    | 6      |
| 7.   | Kenjiro Shinozuka | Fred Gocentas     | Mitsubishi Galant VR-4 | 6:09.11 | +37.02 | A8    | 4      |
| 8.   | Wayne Bell        | David Boddy       | Mazda 323 4WD          | 6:11.01 | +38.52 | A8    | 3      |
| 9.   | Ed Ordynski       | Lyndon Wilson     | Mitsubishi Galant VR-4 | 6:11.42 | +39.33 | N4    | 2      |
| 10.  | Peter Bourne      | Rodger Freeth     | Subaru RX Turbo        | 6:15.19 | +43.10 | A8    | 1      |

## Klasyfikacja po 10 rundach
Tabele przedstawiają tylko pięć pierwszych miejsc.

### Kierowcy
| Lp. | Kierowca        | Pkt |
| --- | --------------- | --- |
| 1   | Miki Biasion    | 86  |
| 2   | Mikael Ericsson | 50  |
| 3   | Didier Auriol   | 50  |
| 4   | Alex Fiorio     | 50  |
| 5   | Ingvar Carlsson | 40  |

### Producenci
| Lp. | Producent  | Pkt |
| --- | ---------- | --- |
| 1   | Lancia     | 134 |
| 2   | Toyota     | 70  |
| 3   | Mazda      | 51  |
| 4   | Audi       | 43  |
| 5   | Mitsubishi | 38  |